# Gustav von Eskens

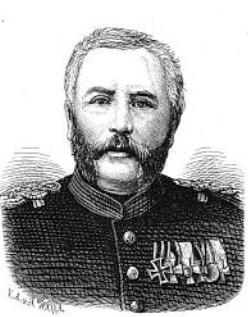
Gustav von Eskens

Peter Bernhard Gustav Eskens, ab dem 16. Juni 1871 von Eskens (* 25. April 1819 in Siegburg, Provinz Jülich-Kleve-Berg; † 10. April 1874 in Berlin), war ein preußischer Offizier und Abteilungsleiter im preußischen Kriegsministerium.

## Leben
Eskens begann seine Militärkarriere am 4. Mai 1836, als er als Einjährig-Freiwilliger in das 30. Infanterie-Regiment der Preußischen Armee eintrat. Am 30. April 1839 erhielt er die Beförderung zum Secondelieutenant. Am 13. Juli 1839 wurde er dem Infanterie-Regiment „Graf Barfuß“ (4. Westfälisches) Nr. 17 zugewiesen und am 7. April 1842 dort einrangiert. Vom 11. Mai 1852 bis zum 7. April 1854 tat er Dienst als Adjutant der 25. Infanterie-Brigade. In dieser Zeit, am 22. Juni 1852, erfolgte seine Ernennung zum Premierlieutenant. Vom 8. April 1854 bis zum 3. Januar 1857 diente er als Adjutant der 29. Infanterie-Brigade, wo er am 16. Oktober 1855 zum Hauptmann und am 10. September 1857 in den Rang eines Kompaniechefs aufstieg. Vom 16. Oktober 1858 bis zum 30. Juni 1860 wirkte er als Adjutant des Generalkommandos des V. Armeekorps. In dieser Zeit war er ab dem 10. Januar 1860 für drei Monate zum Dienst in das preußische Kriegsministerium abkommandiert.
Am 8. Mai 1860 wurde er mit dem Ziel der Übernahme einer Kompanie in das 31. kombinierte Infanterie-Regiment entsandt und am 1. Juli 1860 dorthin versetzt. Zum Major befördert, erhielt er am 9. Januar 1864 eine Versetzung in das Infanterie-Regiment „Graf Tauentzien von Wittenberg“ (3. Brandenburgisches) Nr. 20. In dieser Einheit nahm er am Mainfeldzug teil, ehe er nach dem Deutschen Krieg am 30. Oktober 1866 in das Infanterie-Regiment „Herzog Friedrich Wilhelm von Braunschweig“ (Ostfriesisches) Nr. 78 versetzt wurde, wo er am 22. März 1868 die Beförderung zum Oberstlieutenant erhielt.

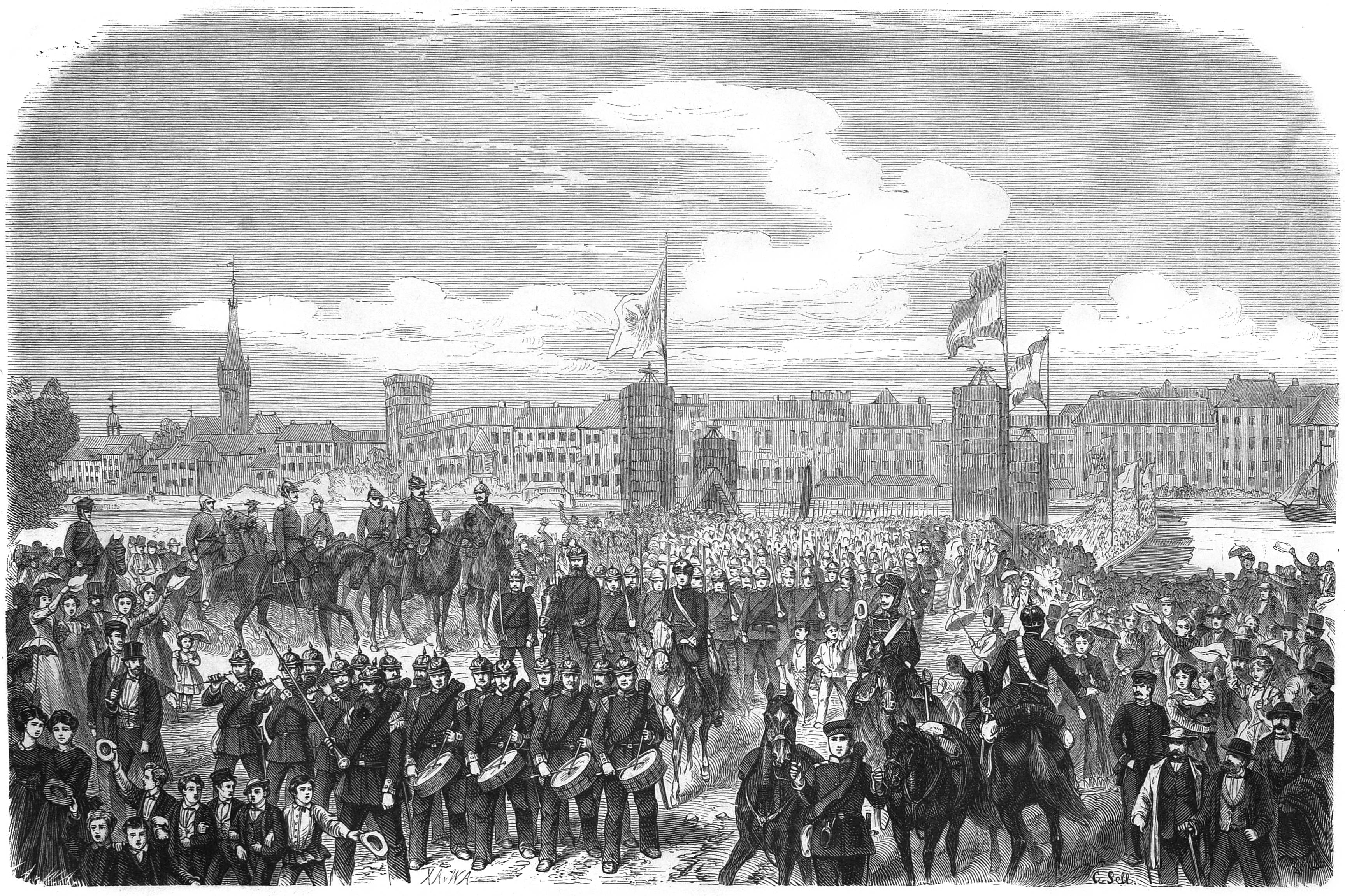
Der Ausmarsch des Niederrheinischen Füsilier-Regiments Nr. 39 aus Düsseldorf – Illustration von Christian Sell in der Zeitschrift Die Gartenlaube, 1870

Als Nachfolger von Wilhelm von Woyna wurde ihm kurz vor Beginn des Deutsch-Französischen Kriegs am 14. Juli 1870 das Kommando über das Niederrheinische Füsilier-Regiment Nr. 39 in Düsseldorf anvertraut. An der Spitze seines Regiments zog er – zum 26. Juli 1870 zum Obersten befördert – unter dem Kommando von Divisionskommandeur Georg von Kameke und Brigadekommandeur Bruno von François in den Krieg, in dessen Verlauf er sich besonders in den Schlachten bei Spichern und Gravelotte auszeichnete, so dass ihn Wilhelm I. am 16. Juni 1871 anlässlich des siegreichen Einzugs seiner Truppen in Berlin gemeinsam mit 43 weiteren Offizieren nobilitierte.
Am 22. Februar 1873 wurde er zum Dienst in das preußische Kriegsministerium nach Berlin berufen, wo er – zum 19. Februar 1874 in den Rang eines Brigadekommandeurs erhoben – die Abteilung für Bekleidungs- und Ausrüstungsangelegenheiten übernahm. Am frühen Morgen des 10. April 1874, kurz vor seinem 55. Geburtstag, starb er an einem Herzschlag. Da er sein Leben kinderlos beendete, vererbten sich sein Adelstitel und sein Wappen, das einen mit drei Eichenblättern belegten Schräglinksbalken in Blau darstellt und im Schildhaupt ein Eisernes Kreuz trägt, nicht.